# Ronald Taylor
Ronald Taylor (Torrance, 21 novembre 1947 – Santa Clarita, 28 novembre 2019) è stato un cestista e attore statunitense, professionista nella ABA.

## Carriera

### Basket
Negli anni '70, ha giocato nei New York Nets, Washington Caps, Virginia Squires e Pittsburgh Condors, oltre che in Austria, dove vinse per sei volte il campionato.

### Cinema e televisione
Dopo il ritiro si è dedicato alla carriera di attore, è principalmente noto per i film Una pallottola spuntata e Ace Ventura - L'acchiappanimali. Ha inoltre interpretato un personaggio ricorrente nella serie tv Star Trek: Deep Space Nine.

#### Filmografia parziale
- Quelli della pallottola spuntata - serie TV (1982) - non accreditato
- Seven Hours to Judgment, regia di Beau Bridges (1988)
- Una pallottola spuntata (The Naked Gun: From the Files of Police Squad!), regia di David Zucker (1988)
- Il duro del Road House ('Road House'), regia di Rowdy Herrington (1989)
- Le avventure di Rocketeer (The Rocketeer), regia di Joe Johnston (1991)
- Camp Fear (1991)
- Ace Ventura - L'acchiappanimali (Ace Ventura: Pet Detective), regia di Tom Shadyac (1994)
- Ancora vivo - Last Man Standing (Last Man Standing), regia di Walter Hill (1996)
- Star Trek: Voyager - serie TV, episodi 4x14 e 4x15 (1998)
- Star Trek: Deep Space Nine - serie TV, 7 episodi (1993-1999)
- Zigs (2001)
- Six - La corporazione (Six: The Mark Unleashed), regia di Kevin Downes (2004)
- Devil on the Mountain (Sasquatch Mountain), regia di Steven R. Monroe (2006)
- Holyman Undercover (2010)
- Brother White (2012)
- The Book of Esther, regia di David A. R. White (2013)
- Dancer and the Dame (2015)